# Rivas-Vaciamadrid
Rivas-Vaciamadrid – miasto w Hiszpanii położone w regionie wspólnoty autonomicznej Madrytu u zbiegu rzek Jarama i Manzanares. W pobliżu przebiega autostrada A-3, miasto bezpośrednio graniczy administracyjnie z Madrytem. W centrum miasta znajduje się sztucznie utworzone jezioro.

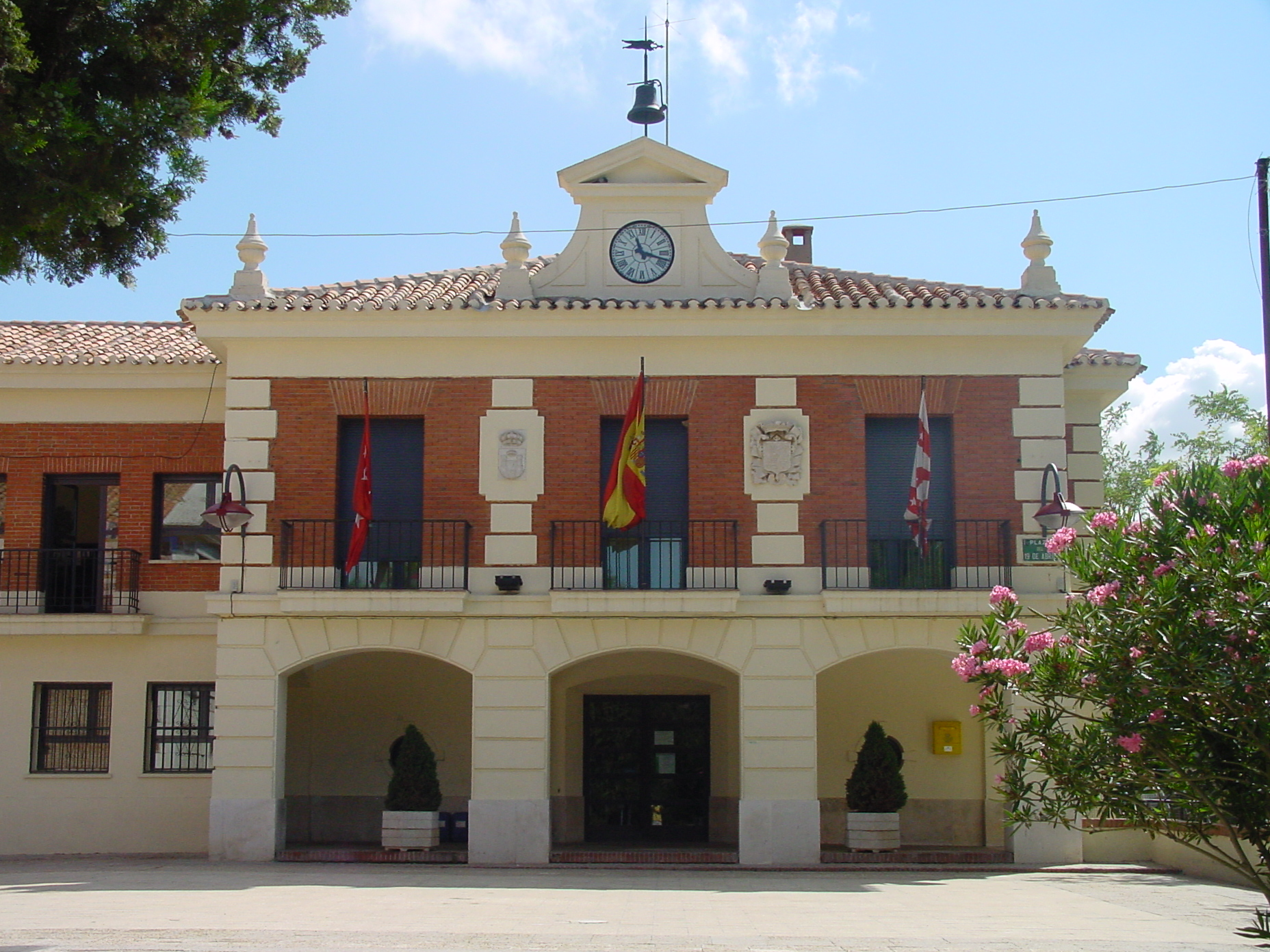
Ratusz miejski